# Floresta Nacional do Iquiri
Der Floresta Nacional do Iquiri (wörtlich „Nationalwald von Iquiri“) ist ein Schutzgebiet, das im Gemeindegebiet von Lábrea (Bundesstaat Amazonas) liegt. Wie in jedem anderen als „Nationalwald“ bezeichneten Schutzgebiet ist eine nachhaltige forstwirtschaftliche Nutzung möglich. Nach den IUCN-Kategorien handelt es sich um ein Schutzgebiet der Klasse VI und gilt in dieser Klassifizierung als „Nationalpark“.
Der Nationalpark wurde 2008 neu ausgewiesen. Der Munizip Lábrea hat eine Bevölkerung von ca. 46.000 Menschen, wovon ca. 24.000 im urbanen Gebiet leben (Stand 4/2021).
73 % des Schutzgebietes besteht aus geschlossenem Regenwald.

## Lage

Schutzgebiete im Purus-Madeira-Flussgebiet, hier: 1. FLONA do Iquiri.